# Franz Müller-Gossen
Franz Johann Müller-Gossen (* 12. Juli 1871 in Mönchengladbach, Rheinprovinz; † 16. März 1946 in Lausanne, Kanton Waadt) war ein deutscher Landschafts- und Marinemaler der Düsseldorfer Schule.

## Leben
Müller-Gossen besuchte die Kunstakademie Düsseldorf von 1890 bis 1891. Dort war Heinrich Lauenstein sein Lehrer. Anschließend war er als Maler in seiner Vaterstadt tätig. 1890 hielt er sich kurzzeitig in Zürich auf. 1896 beteiligte er sich mit alpinen Landschaftsgemälden an einer Ausstellung des Schweizer Kunstvereins in Aarau. 1906 schuf er für die Aula des Stiftischen Humanistischen Gymnasiums in Mönchengladbach das Wandgemälde Kaiser Wilhelm und seine Flotte, worin außer Kaiser Wilhelm auch Prinz Heinrich und Großadmiral Tirpitz porträtiert waren. 1908 lebte Müller-Gossen in Düsseldorf, 1910 in Hamburg, 1932 in Berlin, ab 1938 in der Schweiz.
Müller-Gossen malte Segel- und Dampfschiffe, insbesondere im Hamburger Hafen. Vier seiner stimmungsvollen Marinen, darunter Dampfer in bewegter See und Vollschiff unter Segeln, sind im Kieler Stadtmuseum Warleberger Hof zu sehen.